# چستر بوولز
چستر بلیس بوولز (Chester Bliss Bowles)‏ (۵ آوریل ۱۹۰۱ – ۲۵ مه ۱۹۸۶)، دیپلمات و سفیر آمریکا، فرماندار ایالت کنتیکت، عضو کنگره و از مؤسسین بنگاه تبلیغاتی بزرگی بنام «بنتون و بوولز» که اکنون بخشی از شرکت تبلیغاتی گروه پوبلیسیز است، بود. بوولز به‌خاطر تأثیرگذاریش در سیاست خارجی آمریکا در جریان سال‌های جنگ سرد مشهور است، زمانی‌که تأکید ورزید که کمک‌های اقتصادی به جهان سوم بهترین ابزار برای مقابله با کمونیسم و حتی مهم‌تر از همه ایجاد نظام جهانی صلح‌آمیز است. در جریان جنگ دوم جهانی، به عنوان رئیس ادارهٔ مدیریت قیمت و کنترل تعیین قیمت‌های مصرف‌کننده در واشینگتن سمت بلندی را به‌عهده داشت. اندک زمانی پس از جنگ، رئیس ادارهٔ ثبات اقتصادی بود، اما در قسمت کنترل مشکلات فراوانی داشت. بوولز پس از ورود به سیاست ایالت، از سال ۱۹۴۹ تا سال ۱۹۵۱، یک دوره به عنوان فرماندار ایالت کنتیکت خدمت کرد. وی برنامه‌های لیبرال در آموزش و مسکن سازی را ترویج کرد اما در انتخابات مجدد با عقب‌گرد محافظه‌کارانه شکست خورد.
بوولز به‌عنوان سفیر در هند، رابطهٔ خوبی با نخست‌وزیر جواهر لعل نهرو، رهبر نوظهور جنبش عدم تعهد، برقرار کرد. بوولز صنعتی شدن سریع اقتصادی را در هند ترویج کرد و مرتباً از واشینگتن درخواست نمود تا از لحاظ مالی آن را کمک نماید. اما واشینگتن از بی‌طرفی هند و محدودیت بودجه به برنامه‌های سوادآموزی و بهداشت، خشمگین شد. بوولز در جریان سال‌های حکومت آیزنهاور یعنی از سال ۱۹۵۳ تا سال ۱۹۶۰، اپوزیسیون لیبرال دموکرات را سازماندهی کرد و به عنوان مشاور سیاست خارجی آدلای استیونسون و جان اف. کندی خدمت کرد. وی در جایگاه معاون وزیر امور خارجه قرار داشت که وی را قادر ساخت تا روشن‌فکران و فعالین لیبرال را در سفارت‌خانه‌های آمریکا بکار گمارد. با وجودی‌که لیبرالیسم بوولز برای کندی بسیار نیرومند ثابت شد، کندی در سال ۱۹۶۱ وی را در یک شغل اسمی به عنوان سفیر سیار در جهان سوم تنزل داد. کندی او را دوباره از سال ۱۹۶۲ تا ۱۰۶۹ به عنوان سفیر در هند گماشت و بوولز در بهبود محصولات کشاورزی و مبارزه با قحطی محلی در هند کمک کرد.

## آموزش و حرفهٔ اولیه
چستر بوولز در شهر اسپرینگفیلد ایالت ماساچوست در خانوادهٔ چارلز آلن بوولز و نیلای سیوور (هارس)، متولد شد. آن‌ها یک خانوادهٔ قدیمی یانکی بودند. ساموئل بوولز، پدربزرگ بوولز، به‌عنوان سردبیر روزنامهٔ جمهوری‌خواه اسپرینگفیلد، سخنگوی برجستهٔ حزب جمهوری‌خواه بود. پدرش به‌عنوان یکی از فروشندگان صنعت خمیرهٔ چوب، زندگی متوسطی به خود ساخته بود. والدین چستر جمهوری‌خواهان فوق‌العاده محافظه کار بودند و از دولت بزرگ تنفر و هراس داشتند. با این همه، دیدگاه سیاسی چستر، زیادتر توسط عمه‌اش، استندیش بالدوین که یک شخص سوسیالیست، صلح‌جو، دوست نورمن توماس و رهبر جنبش‌های اولیهٔ حقوق مدنی سیاه‌پوستان بود، شکل گرفت. استندیش بالدوین، چستر را تشویق کرد تا عمیقاً در رشته سیاست، حقوق مدنی و روابط بین‌الملل مطالعه کند. چستر در مدرسهٔ خصوصی نخبگان – مدرسهٔ چوات (چوات رزماری هال فعلی) واقع والینگفورد ایالت کنتیکت درس خواند و در سال ۱۹۱۹ فارغ شد. چستر در مدرسهٔ علمی شفیلد در دانشگاه ییل نام‌نویسی کرد و در سال ۱۹۲۴ مدرک کارشناسی علوم را از این دانشگاه بدست آورد. دهه‌ها بعد، چستر سال‌های تحصیل در دانشگاه ییل را «به‌عنوان یک دورهٔ کار دشوار، سراسیمگی و فرصت‌های از دست رفته یادآوری می‌کرد… فکر کردن در مورد هرچیزی در داخل یا در خارج کالج، یک امر نامتعارف بود».
بوولز پس از فراغت و کار به عنوان گزارشگر روزنامه اسپرینگفیلد ایالت ماساچوست متعلق به خانواده‌اش، در یک سمت پائین رتبه در کنسولگری ایالات متحده در شهر شانگهای به کار آغاز کرد اما به دلیل بیماری پدرش به زودی به ایالات متحده برگشت.

## موفقیت در حرفهٔ تبلیغاتی
بوولز در بدل ۲۵ دلار در هفته، در شرکت باتن که یک بنگاه تبلیغاتی در شهر نیویورک سیتی بود و بعداً به شرکت باتن، بارتون، دورستن و اوزبورن (BBDO) بزرگترین بنگاه تبلیغاتی در ایالات متحده تبدیل شد، به عنوان نویسندهٔ اعلانات تبلیغاتی مشغول به کار شد. بوولز همراه با ویلیام بنتون، همکار خود در شرکت باتن، شرکت بنگاه تبلیغاتی «بنتون و بوولز» را تأسیس کردند. علیرغم شرایط دشوار اقتصادی ناشی از رکود بزرگ در اواسط دههٔ ۱۹۳۰، بنگاه تبلیغاتی «بنتون و بوولز»، یک شرکت چند میلیون دلاری بود. شرکت «بنتون و بوولز» درامه رادیویی ایجاد کردند و برنامه‌های تخصصی را برای گروه‌های جمعیتی شنونده ارائه کرد. این کار برای شرکت «بنتون و بوولز» این زمینه را فراهم ساخت که کمپین تبلیغاتی خود را به هدف معرفی تولیدات مشتریان شان به مخاطبان رادیویی مورد نظر، ایجاد نماید.
روزنامهٔ نیویورک تایمز، حرفهٔ بوولز به عنوان مسئول تبلیغات را «درخشان» یاد کرد. بوولز و شریک بازرگانیش، آقای بنتون، با شرکت‌های بزرگ آمریکایی از جمله شرکت جنرال فودز، شرکت پروکتر اند گمبل و بریستول مایرز، به عنوان مشتریان تبلیغاتی شرکت «بنتون و بوولز» قرارداد امضا کرد. بوولز در سال ۱۹۳۶، رئیس هیئت {شرکت} تعیین شد. براساس گزارش‌ها تا سال ۱۹۴۱، این شرکت سالانه بیش از ۲۵۰۰۰۰ دلار نفع بدست می‌آورد. بوولز سهم خود در شرکت «بنتون و بوولز» را در بدل سود بسیار زیاد به فروش رسانید. وی یک ملیونر چند میلیون دلاری شد و با ترک دنیای بازرگانی در ۴۰ سالگی، رؤیای خود را به واقعیت تبدیل کرد. بوولز به کار روزمره چندان علاقه نداشت و در خود زندگی‌نامه اش می‌گوید:
صادقانه باورمندم که در صورتی که بلافاصله پس از فراغت از کالج به خدمات عمومی می‌پرداختم، خوشحال‌تر و مفیدتر می‌بودم. از طرف دیگر درک می‌کنم که تلاش طاقت‌فرسایی که در آن سال‌های اولیه انجام دادم، من و فامیل‌ام را قادر ساخت تا اندوخته سرمایه‌ای ایجاد کنیم که این اندوخته استقلال بیشتری برای ما تضمین کرد و زمینهٔ سفر، نویسندگی و بیان نظریات‌ام و تغییر حرفهٔ یا انتقال از یک حرفه به حرفهٔ دیگر را با توجه به مشکلات موجود در آن‌ها، برایم فراهم ساخت.
بوولز به‌خاطر حمایت قوی از سیاست‌های داخلی نیو دیل دولت روزولت، در چندین ابتکارات و برنامه‌های سیاست کلیدی با النور روزولت، بانوی نخست، همکاری نزدیک داشت و همزمان با آن به شغل خود در شرکت «بنتون و بوولز» ادامه می‌داد.

## حرفه در جریان جنگ دوم جهانی
بوولز در ابتداء با دخالت ایالات متحده در جنگ دوم جهانی مخالفت ورزید و با گروه مخالف تحت نام کمیتهٔ اول آمریکا پیوست. زمانی‌که در ماه دسامبر سال ۱۹۴۱ ایالات متحده وارد جنگ دوم جهانی شد، تلاش کرد تا به نیروهای دریایی بپیوند اما به دلایل بهداشتی رد شد.
بوولز بعداً در سال ۱۹۴۲ به عنوان مدیر سهیمه‌بندی ایالت کنتیکت، مشغول به کار شد. در اواخر همان سال رئیس ایالتی و سپس مدیر اداره قیمت شد. در سال ۱۹۴۳ توسط رئیس‌جمهور روزولت، سرپرست اداره قیمت تعیین شد و الی سال ۱۹۴۶ در این سمت خدمت کرد. بوولز در تلاش برای کاهش تورم و تضمین این‌که خانواده‌های مستمند برای نیازمندهای زندگی‌شان قیمت بالاتری را پیشنهاد نمی‌کنند، نقش عمده‌ای در سهمیه‌بندی کالاهای مصرفی و تعیین قیمت‌ها داشت. بوولز به عنوان یکی از اعضای هیئت تولیدات جنگی هیئت نفتی جنگ خدمت کرد.

## حرفهٔ دیپلماتیک و سیاسی
بوولز در سال ۱۹۴۶، رئیس اداره ثبات اقتصادی منصوب شد و رئیس هیئت ثبات اقتصادی رئیس‌جمهور هری اس. ترومن شد. در همان سال در انتخابات نامزدی سمت فرمانداری حزب دموکرات ایالت کنتیکت کاندید کرد اما موفق نشد. همچنین درسال ۱۹۴۶، یکی از نمایندگان آمریکا در نخستین کنفرانس سازمان اقتصادی، آموزشی و فرهنگی سازمان ملل متحد (UNESCO) در پاریس بود. بوولز در سال‌های ۱۹۴۷ و ۱۹۴۸، به عنوان دستیار خاص تریگوه لی، دبیرکل سازمان ملل متحد خدمت کرد. در جریان این سال‌ها، مجمع عمومی سازمان ملل متحد در لیک ساکسس ایالت نیویورک در لانگ آیلند تشکیل جلسه داد، زیرا ساختمان سازمان ملل متحد در منهتن تکمیل نشده بود. وی از سال ۱۹۴۸ تا سال ۱۹۵۱، به عنوان رئیس بین‌الملل درخواست تجدید نظر کودکان سازمان ملل متحد، با سازمان ملل متحده به کار خود ادامه داد.
بوولز در سال ۱۹۴۸ با شکست دادن جیمز سی. شانون، فرماندار ایالت کنتیکت انتخاب شد و یک دوره خدمت کرد که در جریان این مدت، قانون پایان دادن به تبعیض نژادی در گارد ملی ایالتی را تصویب کرد.